# فردو کورلئونه
فردو (فردریکو) کورلئونه ، یک شخصیت داستانی-سینمایی در رمان پدرخوانده ماریو پوزو در سال ۱۹۶۹ است. نقش فردو توسط جان کازال بازیگر آمریکایی در پدرخوانده ۱۹۷۲ و در دنباله آن، پدرخوانده قسمت دوم ۱۹۷۴ به تصویر کشیده شده‌است.
او پسر دوم مافیا دن ویتو کورلئونه (مارلون براندو و رابرت دنیرو) است. فردو برادر کوچکتر سانی (جیمز کان) و برادر بزرگتر مایکل (آل پاچینو) و برادر کانی (تالیا شایر) و تام هاگن (رابرت دووال) برادر ناتنی او است.
فردو ضعیف تر و دارای هوش کمتری نسبت به برادرانش است، در خانواده کورلئونه قدرت و جایگاه کمی دارد. در رمان، نقطه ضعف اصلی فردو بی‌بندوباری اوست، عادتی که پس از مهاجرت به لاس وگاس ایجاد می‌کند و باعث عدم رضایت پدرش می‌شود.